# Собор Святого Николая (Монако)

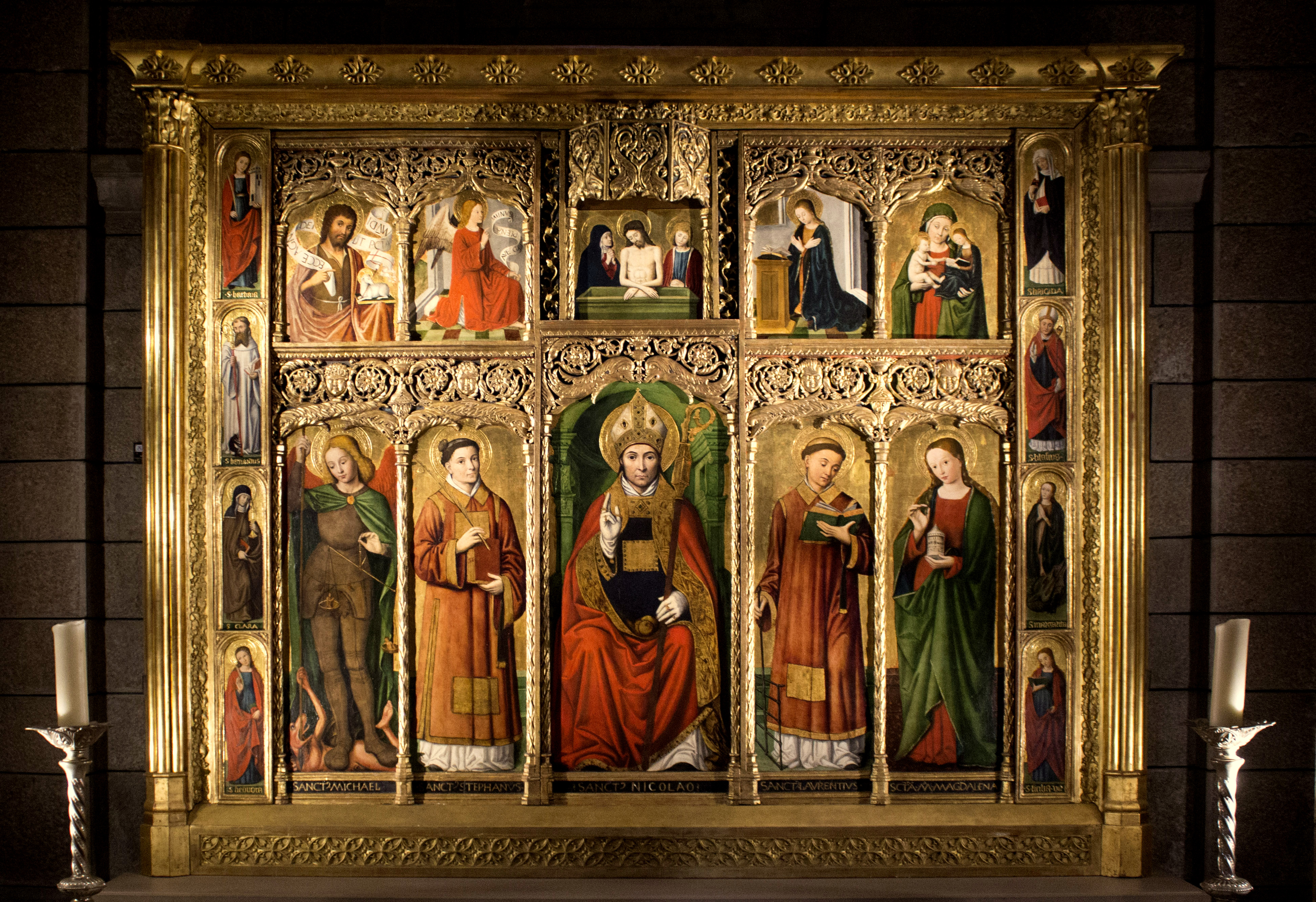
Altarpiece of St Nicolas — Бреа, Людовико, 1500

Собор Святого Николая (фр.  la cathédrale de Monaco) — католический собор в Монако, воздвигнутый из белого камня в 1875 году в неороманском стиле на месте старой (XIII век) церкви Св. Николая. Собор является кафедральным храмом архиепархии Монако и служит усыпальницей князей Монако.
Службы в соборе проводятся в дни религиозных праздников и 19 ноября в День князя (фр. Jour du Prince), который является Национальным днём Монако. Интерьер собора украшают картины известного живописца Луи Бреа. Алтарь и кафедра собора выполнены из белого каррарского мрамора.
В соборе установлено два органа. Большой орган собора Монако был создан в 1976 году. В декабре 2011 года завершилась его реконструкция, которая длилась два года и осуществлялась бельгийской фирмой Manufacture d'orgues Thomas. Орган состоит из четырёх клавиатур, 79 регистров и около 7000 труб. При его изготовлении использовались такие благородные материалы как вогезская ель для мехов, клён для кафедры и дуб для фасада. Фасад украшают тонкие пластины оргстекла, которые можно подсвечивать для визуального акцентирования звукового рисунка инструмента. В соборе регулярно проходят концерты духовной музыки, в которых звучат произведения для большого органа.
Малый орган был изготовлен в 1976 году итальянской фирмой Tamburini в городе Крема.
Адрес собора: фр. 4, rue Colonel Bellando de Castro